# 张广庙镇
张广庙镇，是中华人民共和国河南省信阳市固始县下辖的一个乡镇级行政单位。

## 行政区划
张广庙镇下辖以下地区：
街道社区、刘集社区、石庙集社区、高塘村、徐楼村、九龙岗村、刘集村、樊桥村、官桥村、兴安村、土楼村、魏岗村、龙井村、黄勇村、方岗村、平楼村、张街村、杨井村、桂桥村、刘楼村、陈家寺村、引龙村、石庙村、上园村和长岗村。